# Beraeamyia hrabei
Beraeamyia hrabei är en nattsländeart som beskrevs av Mayer 1937. Beraeamyia hrabei ingår i släktet Beraeamyia och familjen sandrörsnattsländor. Inga underarter finns listade i Catalogue of Life.